# Dansar Elias? Nej!
Dansar Elias? Nej! är en ungdomsbok skriven av författaren Katarina Kieri från Luleå. Boken skrevs 2004 och har getts ut av bokförlaget Rabén & Sjögren.
Boken har bland annat vunnit Augustpriset år 2004 för bästa barn- och ungdomsbok.

## Handling
Boken handlar om den ensamme 16-åringen Elias Strandsjö, som bor i en lägenhet med sin pappa. Elias mamma är borta och det förklaras aldrig i boken var mamman är eller om hon finns alls. Man följer Elias vardag som är allt ifrån Budo-klubbar till opera hos grannar, man får se hur hans relationer med människor omkring honom förändras och tar fart.